# Jäneda
Jäneda (jusqu'en 1919, Jendel) est un village d'Estonie de la région du Viru occidental, faisant partie de la municipalité de Tapa. Il se trouve à 68 kilomètres de Tallinn et avait une population de 448 habitants en 2006.

## Historique
Le domaine de Jendel a été mentionné pour la première fois dans des documents écrits de 1353, lorsqu'il a été acquis par l'évêque de Revel (aujourd'hui Tallinn). Les terres appartiennent ensuite à la famille von Benckendorff qui reconstruisent le château en 1913 en style néogothique allemand avec des fenêtres Jugendstil. La région fait alors partie du gouvernement d'Estland, province de l'Empire. Son dernier propriétaire, le comte Johann von Benckendorff, ancien diplomate de l'Empire russe à Berlin, est assassiné sur ses terres par un paysan estonien au moment des jacqueries de 1919, après la proclamation de la nouvelle république d'Estonie qui expropria la majorité des terres de l'ancienne aristocratie germanophone, dite germano-balte. Sa veuve, qui entretemps avait eu une liaison avec Maxime Gorki, pendant les années de la guerre civile russe, se remarie avec le baron Nikolaus von Budberg-Bönningshausen en 1921. Elle est connue dans l'histoire de l'espionnage sous son nom de baronne Budberg, bien qu'elle se fût rapidement séparée de son époux, joueur invétéré, après son départ pour l'Amérique du Sud. Elle vécut ensuite en Angleterre avec H. G. Wells, mais venait passer des séjours au domaine, notamment pour Noël, qui ne comportait plus que quelques terrains. L'écrivain y écrivit en particulier le troisième tome de ses Mémoires en 1934. Le reliquat du domaine et le château sont expropriés en 1939 au moment de l'invasion de 1939-1941 de l'armée rouge et l'administration allemande s'y installe entre 1941 et 1944. Ensuite la région passe à la république socialiste soviétique d'Estonie, partie de l'URSS, jusqu'en 1991.
C'est à Jäneda qu'a été fondée la première école d'agriculture avec un enseignement en langue estonienne en 1921. Tõnis Kint et Arnold Rüütel y étudièrent. On construit dans les années 1970 des bâtiments modernes pour l'école supérieure d'agriculture d'Estonie soviétique, contre le château. C'est aujourd'hui en partie un hôtel de cinquante chambres et un centre de conférences, tandis que le reste des bâtiments, réhabilités depuis, abrite une faculté d'économie agraire.
Le château abrite aujourd'hui un musée d'histoire de la région, un centre d'artisanat et loue des salles pour des concerts, des conférences ou des séminaires dans le château et les anciennes écuries du domaine (dites de l'étalon noir), construites en 1888. Il organise aussi des journées d'exposition d'horticulture et de jardinage.